# Hammadi Agrebi
Mohammed Ben Rehaiem Agrebi (arabisch حمادي العقربي, DMG Ḥammādī al-ʿAqrabī; * 20. März 1951 in Sfax; † 21. August 2020 ebenda) war ein tunesischer Fußballspieler. Der Mittelfeldspieler nahm mit der tunesischen Nationalmannschaft an der Fußball-Weltmeisterschaft 1978 in Argentinien teil.

## Karriere

### Verein
Agrebi begann bei der Jugend des CS Sfax mit dem Fußballspielen. 1970 rückte er in dessen erste Mannschaft auf. Mit seinem Klub gewann er zweimal die tunesische Meisterschaft und einmal den tunesischen Pokal.
1979 wechselte Agrebi zum al-Nasr FC, mit dem er saudi-arabischer Meister wurde. Nach einer Spielzeit schloss er sich dem al Ain Club an, mit dem er die Meisterschaft der Vereinigten Arabischen Emirate gewann. 1981 kehrte er zum CS Sfax zurück, mit dem er bis zu seinem Karriereende 1986 einen weiteren Meistertitel holte.

### Nationalmannschaft
Agrebi nahm mit der tunesischen Nationalmannschaft am Fußballturnier der Mittelmeerspiele 1975 teil.
Anlässlich der Fußball-Weltmeisterschaft 1978 wurde Agrebi in das tunesische Aufgebot berufen. Er war Teil der Mannschaft, die durch das 3:1 im ersten Gruppenspiel gegen Mexiko für den ersten Sieg einer afrikanischen Mannschaft bei einer Fußball-Weltmeisterschaft sorgte und stand auch in den Spielen gegen Polen und Deutschland über die volle Spielzeit auf dem Platz. Tunesien beendete das Turnier auf dem dritten Platz in der Gruppe 2 und schied aus.
Insgesamt bestritt Agrebi 35 Länderspiele für Tunesien, in denen er vier Tore erzielte.

## Lebensende und Nachwirken
Agrebi starb am 21. August 2020 im Alter von 69 Jahren in einer Privatklinik in seiner Heimatstadt Sfax. Der tunesische Präsident Kais Saied reiste aus diesem Anlass eigens nach Sfax, um der Familie Agrebis zu kondolieren.
Am 1. Oktober 2020 wurde ihm zu Ehren das Stadion des 14. Januar in Radès in Stade Hammadi Agrebi umbenannt.

## Erfolge
- Tunesische Meisterschaft: 1971, 1978 und 1983
- Tunesischer Pokal: 1971
- Saudi-Arabische Meisterschaft: 1980
- Meisterschaft der Vereinigten Arabischen Emirate: 1981